# Stora Tratten
Stora Tratten är en ö i Finland. Den ligger i Skärgårdshavet och i kommunen Pargas i den ekonomiska regionen  Åboland i landskapet Egentliga Finland, i den sydvästra delen av landet. Ön ligger omkring 76 kilometer sydväst om Åbo och omkring 220 kilometer väster om Helsingfors. Stora 
Öns area är 3,4 hektar och dess största längd är 340 meter i sydöst-nordvästlig riktning. Det finns inga samhällen i närheten.